# Pšata
Pšata je 28,4 km dolga reka v porečju Save in je desni pritok Kamniške Bistrice. Njeno porečje zajema 139 km². Izvira na južnem robu Kamniško-Savinjskih Alp. V Kamniško Bistrico se izliva zahodno od naselja Dol pri Ljubljani. Pšata je tudi ime dveh vasi, ena Pšata je ob izviru reke, druga pa je ob njenem izlivu (Pšata, Domžale).
- Levi pritoki: Šmidol, Kamnek, Dobrivšek, Doblič, Vrtaški potok, Govinek, Knežji potok, Tunjščica (s pritokom Praporščica). Južno od naselja Suhadole je Pšata preusmerjena v severni razbremenilni kanal Pšata, ki poteka v smeri proti vzhodu in se nato pri Jaršah izliva v Kamniško Bistrico, sicer pa se prvotni tok Pšate pred Mengšem nadaljuje proti jugu, teče skozi Trzin (kjer je zaradi poplavljanja tudi urejen v umetno strugo) in ima še tri vidnejše leve pritoke: Depalščica, Srednjak in Gobovšek.
- Desni pritoki: Voje, Reka (s povirnima krakoma Lukenjski graben in Brezovški graben ter potokom Ušica (s pritokom Češnjevica), Šumberk in Dobravščica (s pritokom Motnica). Pred izlivom v Kamniško Bistrico je Pšata povezana še s potokom Studenčica.

- Regulirana Pšata v Zalogu pri Cerkljah
- Pšata v naravni strugi